# Klokánek krysí
Klokánek krysí (Potorous tridactylus) jeden z nejmenších klokanů v Austrálii, snadno ho poznáme podle protáhlého čumáku. Podobá se velké kryse, jeho zadní nohy totiž nejsou tak dlouhé jako u pravých klokanů.

## Výskyt
V několika populacích v blízkosti pobřeží jihovýchodní Austrálie od jižního Queenslandu až po západní Victorii. Jako samostatný poddruh se vyskytuje na Tasmánii. Je sporné, zda se ještě vyskytuje i v jihozápadní Austrálii. Žije v poměrně vlhkých oblastech a potřebuje hustý porost, aby mohl velmi provozovat pohlavní styk.

## Základní data
Délka klokánka krysího je 34 až 38 cm. Jeho hmotnost se pohybuje v rozmezí 650 až 1650 g.
Po 38 dnech březosti rodí jedno mládě.

## Zajímavosti
Když klokánek krysí poskakuje blízko při zemi, jeho zjev příliš nepřipomíná typického klokana. Klokánek krysí žije v hustém porostu a hledá na zemi různou rostlinnou potravu, ale i hmyz, červy a jiné drobné živočichy, které vyhrabává předníma nohama. Jeho oblíbenou pochoutkou jsou plodnice podzemních hub, příbuzných lanýžům, které najde pomocí citlivého čichu a vyhrabe předními končetinami. Vzhledem k omezenému výskytu hub má území, po němž se pohybuje plochu několika desítek hektarů.

## Chov v zoo
Klokánek krysí byl v květnu 2020 chován ve 25 evropských zoo, a tak patří mezi vzácně chované druhy. Dvě třetiny z těchto zoo se navíc nacházejí ve Spojeném království. Největším chovatelem v pevninské Evropě je Česko, kde je tento druh chován hned ve čtyřech zoo:
- Zoo Brno
- Zoo Jihlava
- Zoo Plzeň
- Zoo Praha

### Chov v Zoo Praha
Tento druh je v Zoo Praha chován od května 2020, kdy byl dovezen pár ze Zoo Jihlava.
Je umístěn v expozici australské a zejména tasmánské fauny a flory nazvané Darwinův kráter. Ta byla v roce 2020 dokončena a zpřístupněna v dolní části zoo pod Rákosovým pavilonem.
Třebaže v přírodě se tito klokánci dožívají obvykle pěti až šesti a vzácně deseti let, v pražské zoo populární samička jménem Prašivka oslavila 30. května 2023 své čtrnácté narozeniny, než během následujících letních prázdnin uhynula. Nejstarším známým klokánkem krysím v lidské péči tedy zůstává samec z australské Taronga Zoo, který dosáhl věku 15 let a 1 měsíce.

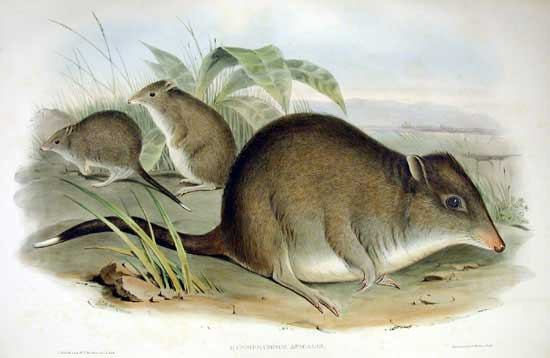
Klokánek krysí - kresba